# Everything (musikalbum)
Everything är det andra studioalbumet från den belgiska sångerskan Belle Perez. Albumet gavs ut år 2002 och innehåller 14 låtar. Det debuterade på plats 24 på den belgiska albumlistan den 7 september 2002 och klättrade upp på plats 10 den tredje veckan, den 21 september. Totalt låg albumet kvar på topp-50-listan i sju veckor.

## Låtlista
1. Hi There It's Me Again
2. Everything
3. Get Up and Boogie
4. Planet of Love
5. Me and You
6. It Must Have Been Love
7. Mamacita
8. Colour In My Life
9. Never Ever
10. Real Love
11. Hijo de la luna
12. Get Up and Boogie (Crunch Version)
13. Tu y yo (med Jody Bernal)
14. Real Love (Extended Version)

## Listplaceringar
| Lista (2002) | Topplacering |
| ------------ | ------------ |
| Belgien      | 10           |